# Акантоза
Акантоза (лат. acanthosis nigricans) је обољење коже, које се карактерише хиперпигментацијом и хиперкератозом на прегибним површинама, а праћена је неравном и набораном кожом.

## Етиологија
Постоје две форме акантозе: малигна и бенигна.
Малигна акантоза се среће код висцералних тумора трбушне дупље: у 60% случајева код аденокарцинома желуца, у 30% случајева код аденокарцинома црева и у 10% случајева код карцинома жучне кесе и хепатоцелуларног тумора. Поред тога присутна је и код карцинома дојке, плућа, не-Хочкиновог лимфома и других стања.
Бенигна форма најчешће настаје као компликација дијабетеса тип 2, код гојазних особа, хиперинсулинизма (повећане концентрације хормона инсулина у крви) и сл.

## Клиничка слика
Болест се карактерише сувом, задебљалом кожом грубог изгледа и црнкасто-смеђег пигмента. Места на којима се најчешће јавља су пазух, бочне стране врата, подручја испод дојки, ингвинална и интерглутеална регија и друге прегибне површине. Код малигне форме промене су много израженије и захватају веће површине. На уснама се јављају папиломатозне и верукоидне израслине, које се понекад виде и на слузокожи усне дупље, језику, препуцијуму и сл. На длановима и табанима постоји хиперкератоза без пигментације (лат. pachydermatoglyphia).
После уклањања тумора обично долази и до повлачења акантозе. Међутим, у већини случајева болесници имају лошу прогнозу због узнапредовалих тумора које није могуће радикално хируршки одстранити.

## Дијагноза
Дијагноза болести се најчешће поставља на основу анамнезе и прегледа пацијента. У случају да није јасан узрок настанка акантозе, спроводе се и додатна испитивања: провера крвне слике, ендоскопија, рендген итд.

## Лечење
Лечење је симптоматско. Локално се примењују благи кератолитици (5% салицилна киселина и 10% уреја), антипруритична средства и др.